# Rhinochimaeridae
I Rhinochimaeridae sono una famiglia di pesci cartilaginei marini, in gran parte abissali, appartenenti all'ordine Chimaeriformes.

## Distribuzione e habitat
Presenti in maniera discontinua in gran parte dei mari e gli oceani tropicali e temperati. L'oceano in cui si trova la maggior parte delle specie è l'Atlantico. Sono sconosciuti nel mar Mediterraneo. Vivono soprattutto in acque profonde, si incontrano da 200 a più di 2000 metri di profondità.

## Descrizione
In questa famiglia il muso è fornito di un lungo rostro appuntito e più o meno appiattito nelle varie specie. Due pinne dorsali, la prima alta e dotata di una spina che può essere eretta, molto appuntita e debolmente tossica, la seconda lunga e bassa. La pinna caudale è divisa in due dalla parte terminale del corpo che è filiforme, il lobo inferiore in alcune specie è unita alla pinna anale.
Sono pesci abbastanza grandi, Rhinochimaera pacifica raggiunge i 165 cm di lunghezza.

## Biologia

### Riproduzione
Sono animali ovipari, le capsule ovigere sono fusiformi con un bordo filamentoso disposto orizzontalmente.

## Specie
- Genere Harriotta
  - Harriotta haeckeli
  - Harriotta raleighana
- Genere Neoharriotta
  - Neoharriotta carri
  - Neoharriotta pinnata
  - Neoharriotta pumila
- Genere Rhinochimaera
  - Rhinochimaera africana
  - Rhinochimaera atlantica
  - Rhinochimaera pacifica[2]